# Divine Créature
Pour plus de détails, voir Fiche technique et Distribution.
Divine Créature (titre original : Divina creatura) est un film italien réalisé en 1975 par Giuseppe Patroni Griffi d'après le roman La divina fanciulla (La fille divine) de Luciano Zuccoli.

## Synopsis
Dans la haute société de la Rome des années 1920, le duc Daniele de Bagnasco est un des hommes les plus en vue, brillant, fascinant et bourreau des cœurs.
Quand il s'éprend de Manuela Roderighi, en la partageant avec son naïf fiancé, Martino Ghiondelli, puis en la lui arrachant, ce qui ne devrait être que la énième passade se transforme en brûlante passion, mise à rude épreuve quand il découvre que cette femme est une habituée de la peu recommandable maison de rendez-vous de madame Fonés et qu'il se sent torturé en se demandant si elle lui rend vraiment ses sentiments.
Furieux, il en vient à projeter d'empoisonner sa maîtresse, mais il y renonce au dernier instant, parce que la profonde passion qu'il a pour elle l'emporte sur le sens du déshonneur. Lorsque par la suite il découvre que l'homme qui l'a violée quand elle avait à peine quinze ans et, après une relation perverse, l'a amenée à la prostitution de luxe, est une personne qu'il connaît bien, et même son cousin, le marquis Michele Barra, il décide de mettre au point une vengeance raffinée à l'égard de son noble parent : il force Manuela à se rapprocher de celui qui lui a fait tant de mal autrefois et à feindre de s'intéresser à lui dans le seul but de le décevoir continuellement et de lui montrer la force et la sincérité de l'amour qui l'attache maintenant à Bagnasco.
Le plan ne se déroule pas cependant comme son auteur l'avait prévu du fait que Barra, revoyant celle qui a été à la fois sa maîtresse et sa victime, reconnaît son tort de l'avoir abandonnée autrefois, si bien que Manuela est prête à le croire et à commencer une nouvelle liaison avec lui. Sans l'avoir voulu Bagnasco a donc préparé lui-même la trahison dont il est victime.
Lorsque Daniele découvre que les rendez-vous entre Manuela et Barra ne se limitent pas à ceux qu'il avait soigneusement organisés et que la relation entre les deux amants est maintenant de notoriété publique, il accuse l'amant ; ce dernier cependant nie tout et accuse les amis du duc d'avoir inventé et fait courir ce qui ne sont que des calomnies. Mais Daniel a déjà visité les lieux des rendez-vous clandestins et pu constater que les rumeurs correspondent à la réalité.
Manuela, coincée entre les attentions contraires des deux aristocrates, n'arrive plus à supporter la situation et s'enfuit à Paris. Alors que Barra n'éprouve aucune difficulté à surmonter cette perte et qu'il est prêt à endosser la chemise noire pour adhérer au fascisme qui progresse, Bagnasco, désespéré, après avoir tenté inutilement de vaincre sa douleur en s'étourdissant à la cocaïne, finit par se loger une balle dans le crâne.

## Fiche technique
- Titre original : Divina creatura
- Réalisation : Giuseppe Patroni Griffi
- Scénario : Giuseppe Patroni Griffi, Alfio Valdarnini
- Producteur : Luigi Scattini,   Mario Ferrari Filmarpa
- Musique : Cesare Andrea Bixio (orchestre dirigé par Ennio Morricone)
- Scénographie : Fiorenzo Senese
- Montage : Roberto Perpignani
- Directeur de la photographie : Giuseppe Rotunno
- Costumes : Gabriella Pescucci
- Genre : Drame
- Année : 1975
- Durée : 115 minutes
- Pays :  Italie
- Dates de sortie : 
  -  Italie : 16 octobre 1975
  -  France : 13 janvier 1982

## Distribution
- Laura Antonelli (VF : Béatrice Delfe) : Manuela Roderighi
- Terence Stamp : le duc Daniele di Bagnasco (Danì)
- Marcello Mastroianni : le marquis Michele Barra
- Michele Placido : Martino Ghiondelli
- Duilio Del Prete : le comte Armellino
- Ettore Manni : le professeur Marco Pisani
- Carlo Tamberlani : Pasqualino, le majordome du duc
- Cecilia Polizzi : l'ex amante du duc
- Piero di Iorio : le serviteur du duc
- Marina Berti : la tante de Manuela
- Doris Duranti : Fernanda Fonés
- Ruth League : l’amie de Dani
- Tina Aumont :
- Rita Silva :
- Corrado Annicelli :
- Gino Cassani :
- Annamaria Cordogna :
- Viviana dell’Aquila :
- Sergio Doria :
- Renato Innocenti :
- Frederico Martignoni :
- Pietro Meloni :
- Anna Melita :
- Agnese Pittaluga :
- Angelo Tomei :

## Distinction
- Ruban d'argent (Nastri d'argente) 1976 meilleure scénographie (Fiorenzo Senese),
- Ruban d'argent 1974 meilleurs costumes (Gabriella Pescucci)